# Galápagos-Pinguin
Der Galápagos-Pinguin (Spheniscus mendiculus) ist eine von vier Arten der Gattung der Brillenpinguine (Spheniscus). Er kommt weltweit nur auf den Galápagos-Inseln vor und ist mit ca. 1.200 Individuen (Stand: 2004) die seltenste Pinguinart. Er ist vom  Aussterben bedroht. Auf der Roten Liste gefährdeter Tierarten hat er den Status EN (englisch endangered, in der deutschen Liste 'stark gefährdet'). Da sich die Galápagos-Inseln auf dem Äquator befinden, sind die Galápagos-Pinguine der Insel Isabela die einzige Pinguinart, die auch auf der nördlichen Hemisphäre brütet.

## Aussehen
Galápagos-Pinguine werden zwischen 48 und 53 Zentimeter groß und wiegen zwischen 1,5 und 2,5 Kilogramm. Die Männchen sind dabei etwas größer und schwerer. Ihr Höchstgewicht haben beide Geschlechter unmittelbar vor der Mauser, das Minimalgewicht unmittelbar danach (Männchen), beziehungsweise nach der Eiablage (Weibchen).
Das Rückengefieder ist dunkel und das Bauchgefieder ist weiß und kann dunkle Flecken haben. Wie alle Brillenpinguine hat auch der Galápagos-Pinguin ein weißes Band, das am Auge beginnt und bogenförmig bis zum Schnabelansatz verläuft. Hufeisenförmig um den Bauch herum zieht sich ebenfalls ein weißer Streifen. Allerdings ist bei ihm diese Zeichnung weniger deutlich als bei den anderen Arten ausgeprägt. Der Schnabel ist schwarz und an der Unterseite zieht sich ein weißes Band bis zur Schnabelspitze.
Am Schnabelansatz haben die Tiere federlose Hautflecke, die wegen der starken Durchblutung rosa gefärbt sind. Diese dienen dem Wärmeaustausch und verhindern so, dass die Tiere überhitzen. Es wird vermutet, dass die Hautflecke bei der Identifizierung des Brutpartners eine Rolle spielen, da Galápagos-Pinguine keine der für andere Pinguinarten typischen Begrüßungsrituale erkennen lassen.
Das Gefieder der Küken ist hellgrau und kann rund um die Augen etwas aufhellen. Werden die Küken älter, bildet sich ein grauweißes Junggefieder aus, das keine Streifen hat. Nach der ersten Mauser erhalten die Jungen ihr Erwachsenengefieder.

## Verbreitung und Bestandsentwicklung

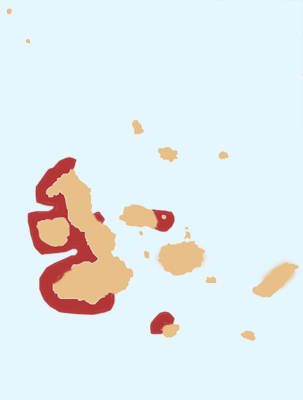
Verbreitung des Galapagos-Pinguins

Die Verbreitung des Galápagos-Pinguins ist auf die Galápagos-Inseln beschränkt. 95 % aller Brutpaare sind in den Kolonien auf der Hauptinsel Isabela und der ihr vorgelagerten Insel Fernandina anzutreffen; die restlichen Tiere befinden sich auf Santiago, Floreana und einigen vorgelagerten Inseln.
Der Bestand wurde 2004 auf rund 1200 geschlechtsreife Exemplare geschätzt, und es wird angenommen, dass der Bestand seit 1999 nahezu stabil ist. Man geht mittlerweile davon aus, dass die Schätzung von 1971, die von 3400 geschlechtsreifen Tieren ausgegangen war, zu hoch lag und auf 2100 Exemplare korrigiert werden muss. Durch verschiedene Ereignisse – den Ausbruch des Vulkans Chico 1979, einen starken El-Niño-Effekt in den Jahren 1982/83, die Zunahme der Verschmutzung der Meere und die Zunahme des Fischfangs – ging die Zahl in den 1980er Jahren bis auf rund 500 Tiere zurück. Bis Mitte der 1990er Jahre konnte sich der Bestand auf geschätzte 1950 Tiere erholen. Ein erneuter starker El Niño 1997 bis 1998 führte zu einem erneuten Rückgang um ein knappes Drittel auf die oben genannte Zahl.

## Fortpflanzung und Ernährung
Galápagos-Pinguine sind keine ausdauernden Taucher, sie können lediglich 90 Sekunden unter Wasser bleiben, erreichen aber dabei Tiefen von bis zu 15 Metern; durchschnittlich bewegen sie sich jedoch bei der Jagd in Tiefen von drei Metern.
Die Hauptnahrung der Galápagos-Pinguine ist der Fisch, dem sie im Verbund nachjagen. Ihre Hauptbeute sind Kleinfische aus der Ordnung der Heringsartigen (Clupeiformes) wie Sardinen und Sardellen. Bei der Jagd werden die Beutefische in Buchten getrieben und dort festgesetzt. Im freien Wasser versuchen die Pinguine, ihre Beute durch Umkreisen zu so genannten Fischsäulen zu formieren, in denen die Pinguine abwechselnd ihre Beute fangen.
Galápagos-Pinguine sind Höhlenbrüter. Die Bruthöhle wird dabei in der Regel in ausreichend tiefen Guanoschichten angelegt; seltener werden vulkanische Spalten benutzt, die dann mit Nistmaterial wie Seegras oder anderem Pflanzenmaterial gepolstert werden. Der Brutzyklus der Pinguine ist unregelmäßig und scheint von der Wassertemperatur abhängig zu sein – die ihrerseits wiederum für das Nahrungsangebot verantwortlich ist. Es kann dabei vorkommen, dass Brutpaare bis zu dreimal im Jahr brüten. So kommt es auch vor, dass die Pinguine während der Brutzeit mausern, was für Pinguine ungewöhnlich ist. Bei ausreichendem Nahrungsangebot fressen sich die Pinguine daher das notwendige Polster an und beginnen mit der Brut. Das Gelege besteht aus zwei im Abstand von drei bis fünf Tagen gelegten Eiern. Die Paare brüten ungefähr 40 Tage lang, bis die Jungen zeitversetzt schlüpfen. Während der ersten drei Wochen bleibt immer ein erwachsenes Tier am Nest, um ein Überhitzen der Küken, die in dem Alter noch nicht in der Lage sind, ihre Körpertemperatur selbständig zu regulieren, zu verhindern. Dadurch ist aber jeweils nur ein Elterntier in der Lage, die Jungen mit Nahrung zu versorgen, so dass die Konkurrenz zwischen den beiden Küken bei ungünstiger Nahrungssituation dazu führt, dass nur das stärkere gefüttert wird und das schwächere langsam stirbt. Nach dieser Zeit jedoch versorgen beide Elternteile die Küken für weitere acht Wochen mit Nahrung, bis diese selbständig sind.

## Feinde und Gefährdung
Galápagos-Pinguine haben – anders als beispielsweise die antarktischen Arten – nicht nur Feinde im Wasser, sondern auch an Land. Die auf den Galápagos-Inseln heimischen Sumpfohreulen (Asio flammeus) und der Galápagosbussard (Buteo galapagoensi) machen gelegentlich Jagd auf Pinguine. Auch die von Menschen eingeschleppten Hunde, Katzen und Ratten können für die Tiere und ihre Brutkolonien eine Gefahr darstellen. Im Wasser zählen verschiedene Arten von Requiemhaien, der Orca (Orcinus orca), der Galápagos-Seelöwe (Zalophus wollebaecki) sowie der Galápagos-Seebär (Arctocephalus galapagoensis) zu ihren Fressfeinden. Küken und Eier sind zusätzlich durch einheimische Schlangen und die Rote Klippenkrabbe (Grapsus grapsus) gefährdet.
Die letztendlich größte Gefahr für die Art ist El Niño, der durch das Ausbleiben der benötigten Nahrung den Bruterfolg einer ganzen Saison zunichtemachen und eine nicht unerhebliche Zahl von Alttieren auf einen Schlag töten kann.

## Einzelbelege
1. ↑  Martin Walters: Die Signale der Vögel - Was Vögel über die Umwelt verraten. Haupt, Bern 2011, ISBN 978-3-258-07682-9, S. 121.
2. ↑  Galapagos Penguin Spheniscus Mendiculus Species. Abgerufen am 23. März 2025 (englisch).